# Wollert Konow (1847-1932)
 For alternative betydninger, se Wollert Konow. (Se også artikler, som begynder med Wollert Konow)
Wollert Konow (24. juli 1847 – 25. oktober 1932) var en norsk politiker, fætter til Wollert Konow (1845-1924).
Konow blev student 1866 og juridisk kandidat 1872, men har aldrig praktiseret i juridisk virksomhed; han lagde sig efter landbrug og overtog 1877 en gård i
Stange (Hedemarken). 1882 tiltrådte han godset Tjerne i Ringsaker (Hedemarken), hvor han senere var bosat i mange år. I valgperioderne 1886—91 og atter fra 1895 af repræsenterede han Hedemarkens Amt i Stortinget,
hvor han indtil 1905 tilhørte den, navnlig i unionspolitikken, mere vidtgående del af
Venstre, hvorhos han som repræsentant for agrarinteresserne har spillet en rolle ved indførelsen af beskyttelsestold for landbrugsprodukter. K. var Medlem af det første Steen’ske Ministerium
fra 6. Marts 1891 til 2. Maj 1893. Han fremlagde som Indenrigsminister den kendte Stortingsproposition, hvori gives en udredning af spørgsmålet om Indførelse af særskilt norsk
Konsulatvæsen (Stort. Prp. Nr 49, 1892), som det første Skridt til Udskiftning af det unionelle fællesskab. K. deltog personlig i Valgkampen 1891, da dette spørgsmål var særlig brændende; efter et af ham herunder ved Skarnæs pr Kongsvinger afholdt Foredrag blev den af ham forfægtede Politik, gående ud på oprettelse af eget udenrigsstyre for Norge uden grundlovsforandring inden den kommende valgperiodes udløb, længe benævnt »Skarnæslinien«. 6. november 1900 blev K. på ny udnævnt til Statsråd og Chef for Landbrugsdepartementet i den
2. Steen’ske, fra 21. Apr. 1902 Blehr’ske Regering; af denne udtrådte han Juni 1903 sammen med Georg Stang, da han ikke vilde være med til Forhandlingspolitikken over for Sverige. Af
Stortinget vedblev han imidlertid fremdeles at være Medlem. 1905 var han, sammen med J.
Castberg, Fører for den Gruppe, der opponerede af nationalistiske Grunde mod forliget i Karlstad; og hans Opfattelse af dette (fremlagt i Artikler om »det svenske Vilkaar
om Grænsefæstningerne« i »Norske Intelligenssedler« 13. og 14. Septbr 1905) var også afgørende for hans Optræden ved Valget 1906, da han sluttede sig nøje til den Politik, som så fremtidens mand i oberst Georg Stang. K. har også senere stadig formelt tilhørt Venstre og som Formand i Budgetkomiteen øvet en betydelig Indflydelse på finansielle og kulturelle spørgsmål; men han er efter Unionsopløsningen bleven stadig mere konservativ i sin samfundsopfattelse og har i de senere år stået meget isoleret i sit parti. Når han stadig er
bleven genvalgt, skyldes det i Virkeligheden bare den personlige Anseelse, han nyder i sit distrikt, til dels også hjælp fra de konservative Partier. Ved Stortingsvalget 1921 tog
han endelig Konsekvensen af sin Holdning og lod sig vælge som repræsentant for det konservative »frisindede Venstre«. Konow trak sig ved Udløbet af Stortingsperioden
1922—24 tilbage fra det politiske liv og var senere bosat i Oslo.